# 小行星8130
小行星8130（英語：8130 Seeberg）是一颗围绕太阳公转的小行星。1976年2月27日，佛蒙特·伯根在陶腾堡发现了此天体。
这颗小行星的绝对星等为95.84859等。